# Fabio Frizzi
Fabio Frizzi (född 2 juli 1951 i Bologna) är en italiensk kompositör, mest känd för filmmusik till skräckfilmer regisserade av Lucio Fulci.

## Filmografi (urval)
- 1990 – Un Gatto nel cervello
- 1986 – Superfantagenio
- 1982 – Manhattan Baby
- 1981 – The Beyond
- 1980 – The Smuggler
- 1980 – City of the Living Dead
- 1979 – Zombie Flesh Eaters
- 1975 – Fantozzi
- 1975 – I Quattro dell'apocalisse